# IC 92
IC 92 ist eine Balken-Spiralgalaxie vom Hubble-Typ SABbc im Sternbild Fische auf der Ekliptik. Sie ist schätzungsweise 233 Millionen Lichtjahre von der Milchstraße entfernt und hat einen Durchmesser von etwa 45.000 Lj.

Im selben Himmelsareal befinden sich u. a. die Galaxien NGC 472, IC 1666, IC 1669, IC 1673.
Das Objekt wurde am 22. November 1827 von dem britischen Astronomen John Herschel entdeckt.